# Carolina Panthers 2015
La stagione 2015 dei Carolina Panthers è stata la 21ª della franchigia nella National Football League, la quinta con Ron Rivera come capo-allenatore.
Malgrado l'addio del running back DeAngelo Williams, passato ai Pittsburgh Steelers dopo essere stato svincolato, l'infortunio per tutta la stagione del ricevitore Kelvin Benjamin nella pre-stagione ed avere avuto la stella Luke Kuechly infortunata per un mese a causa di una commozione cerebrale, i Panthers hanno concluso col miglior record della storia della franchigia, diventando la settima squadra della storia a vincere 15 partite in una stagione, dopo l'espansione del calendario a 16 gare nel 1978. Carolina si è unita ai San Francisco 49ers del 1984, ai Chicago Bears del 1985, Minnesota Vikings del 1998, ai Pittsburgh Steelers del 2004, ai New England Patriots del 2007 (che conclusero la stagione regolare con un record perfetto di 16-0) e i Green Bay Packers del 2011. Con la 13ª vittoria, i Panthers hanno battuto il proprio record di 12 stabilito nel 1996, 2008 e nel 2013. Partendo con un record di 14-0 (la più lunga striscia di vittorie della squadra) Carolina ha battuto il record per la migliore partenza da parte di una squadra della National Football Conference battendo quello di 13–0 stabilito dai New Orleans Saints del 2009 e dei Green Bay Packers nel 2011. Il 6 dicembre, i Panthers hanno avuto la certezza matematica della terza vittoria della division consecutiva, con cinque gare di anticipo dalla fine della stagione.
La striscia di imbattibilità della squadra ha avuto termine per mano di Atlanta, che l'ha battuta per 20–13 nella partita della settimana 16. Una settimana dopo, i Pathers hanno battuto i Tampa Bay Buccaneers per 38–10, concludendo con un bilancio di 15–1. Qualche minuto prima del termine della gara, con la vittoria dei Seattle Seahawks sugli Arizona Cardinals, Carolina si era aggiudicata il vantaggio del fattore campo per tutti i playoff per la prima volta nella sua storia. Nel divisional round, la squadra batté i Seahawks per 31-24, raggiungendo la prima finale di conference dal 2005. Lì batterono i Cardinals per 49-15 qualificandosi per il Super Bowl 50 contro i Denver Broncos, la seconda apparizione in finale della storia del club. I 49 punti segnati furono il massimo della storia per una squadra in una finale della NFC. La corsa del club si interruppe a un passo dal titolo venendo battuti dai Broncos nella finalissima per 24-10.

## Scelte nel Draft 2015
| Scelte dei Panthers nel Draft 2015 |     |                     |    |             |
| 1                                  | 25  | Shaq Thompson       | LB | Washington  |
| 2                                  | 41  | Devin Funchess      | WR | Michigan    |
| 4                                  | 102 | Daryl Williams      | OT | Oklahoma    |
| 5                                  | 169 | David Mayo          | LB | Texas State |
| 5                                  | 174 | Cameron Artis-Payne | RB | Auburn      |

|  | Scelta compensatoria |

## Staff
| Staff dei Carolina Panthers nel 2015 |
| --- |
| Organi dirigenziali - Proprietario/Fondatore: Jerry Richardson - Presidente: Danny Morrison - General Manager: Dave Gettleman Capo allenatore - Ron Rivera Altri allenatori - Preparatore atletico – Joe Kenn - Assistente p.a. – Jason Benguche Allenatori dell'attacco - Coordinatore offensivo – Mike Shula - Quarterback – Ken Dorsey - Running back – Jim Skipper - Wide receiver – Ricky Proehl - Assistente wide receivers – Cam Turner - Tight End – Pete Hoener - Offensive line – John Matsko - Assistente offensive line – Ray Brown - Assistente senior – John Ramsdell Allenatori della difesa - Coordinatore difensivo – Sean McDermott - Defensive line – Eric Washington - Linebacker – Al Holcomb - Assistente/Defensive back – Curtis Fuller - Assistente defensive back- Richard Rodgers - Controllo qualità/assistente defensive line – Sam Mills III Allenatori dello special team - Coordinatore dello Special Team: Bruce DeHaven - Assistente dello Special Team: - |

## Roster
| Roster dei Carolina Panthers nel 2015 |
| --- |
| Quarterback - 3 Derek Anderson - 1 Cam Newton - 14 Joe Webb Running Back - 34 Cameron Artis-Payne - 28 Jonathan Stewart - 35 Mike Tolbert FB - 32 Brandon Wegher - 43 Fozzy Whittaker Wide Receiver - 11 Brenton Bersin - 10 Corey Brown - 82 Jerricho Cotchery - 17 Devin Funchess - 19 Ted Ginn Jr. - 81 Kevin Norwood Tight End - 84 Ed Dickson - 88 Greg Olsen - 80 Scott Simonson Offensive Linemen - 67 Ryan Kalil C - 68 Andrew Norwell G - 73 Michael Oher T - 74 Mike Remmers T - 79 Chris Scott G - 70 Trai Turner G - 61 Fernando Velasco C - 60 Daryl Williams T Defensive Linemen - 97 Mario Addison DE - 69 Jared Allen DE - 91 Ryan Delaire DE - 94 Kony Ealy DE - 92 Dwan Edwards DT - 95 Charles Johnson DE - 98 Star Lotulelei DT - 93 Kyle Love DT - 99 Kawann Short DT Linebacker - 58 Thomas Davis OLB - 53 Ben Jacobs MLB - 56 A.J. Klein OLB - 59 Luke Kuechly MLB - 55 David Mayo MLB - 54 Shaq Thompson OLB Defensive Back - 33 Tre Boston SS - 20 Kurt Coleman FS - 26 Cortland Finnegan CB - 41 Roman Harper SS - 42 Colin Jones FS - 29 Dean Marlowe FS - 24 Josh Norman CB - 22 Lou Young CB - 21 Teddy Williams CB - 27 Robert McClain CB Special Team - 9 Graham Gano K - 44 J.J. Jansen LS - 8 Brad Nortman P Lista delle riserve - 90 Frank Alexander DE (Sospeso) - 13 Kelvin Benjamin WR (IR) - 25 Bené Benwikere CB (IR) - 78 Nate Chandler T (IR) - 69 Tyronne Green G (IR) - 87 Stephen Hill WR (IR) - 71 Arthur Miley DE (IR) - 66 Amini Silatolu G (IR) - 31 Charles Tillman CB (IR) Squadra di allenamento - 65 Chas Alecxih DT - 11 Brenton Bersin WR - 50 Brian Blechen LB - 37 Carrington Byndom CB - 18 Damiere Byrd WR - 77 Rakim Cox DE - 63 David Foucault OT - 57 Adarius Glanton LB - 80 Scott Simonson TE - 22 Lou Young CB 53 attivi, 7 inattivi, 10 nella squadra di allenamento, 0 free agent |
| Legenda - I rookie sono in corsivo. - Il primo ruolo è il principale mentre gli eventuali successivi indicano i ruoli secondari. - (IR) sta per Injured Reserve ed indica la lista ristretta per un solo giocatore infortunato che può tornare ad allenarsi dopo la settimana 6 e a rientrare in prima squadra dopo che questa ha giocato 8 partite. - (NF-Inj.) / (NF-Ill.) stanno rispettivamente per Non-Football Injured e Non-Football Illness ed indicano le liste dove viene inserito un giocatore che ha un infortunio o una malattia non dipendente dal football americano. - (PUP) sta per Physically Unable to Perform ed indica la lista dove viene inserito un giocatore mentre è in attesa di recuperare la condizione fisica. Nella stagione regolare dopo la sesta partita giocata dalla propria squadra, il giocatore ha tempo tre settimane per riprendere ad allenarsi, più tre settimane aggiuntive dal suo rientro agli allenamenti per rientrare in prima squadra. |

## Calendario
Il calendario della stagione è stato annunciato ad aprile 2015.

### Stagione regolare
| Turno | Data               | Avversario              | Risultato          | Record             | Stadio                  | NFL.com recap      |
| ----- | ------------------ | ----------------------- | ------------------ | ------------------ | ----------------------- | ------------------ |
| 1     | 13/9               | at Jacksonville Jaguars | V 20–9             | 1–0                | EverBank Field          | Recap              |
| 2     | 20/9               | Houston Texans          | V 24–17            | 2–0                | Bank of America Stadium | Recap              |
| 3     | 27/9               | New Orleans Saints      | V 27–22            | 3–0                | Bank of America Stadium | Recap              |
| 4     | 4/10               | at Tampa Bay Buccaneers | V 37–23            | 4–0                | Raymond James Stadium   | Recap              |
| 5     | Settimana di pausa | Settimana di pausa      | Settimana di pausa | Settimana di pausa | Settimana di pausa      | Settimana di pausa |
| 6     | 18/10              | at Seattle Seahawks     | V 27–23            | 5–0                | CenturyLink Field       | Recap              |
| 7     | 25/10              | Philadelphia Eagles     | V 27–16            | 6–0                | Bank of America Stadium | Recap              |
| 8     | 2/11               | Indianapolis Colts      | V 29–26 (DTS)      | 7–0                | Bank of America Stadium | Recap              |
| 9     | 8/11               | Green Bay Packers       | V 37–29            | 8–0                | Bank of America Stadium | Recap              |
| 10    | 15/11              | at Tennessee Titans     | V 27–10            | 9–0                | Nissan Stadium          | Recap              |
| 11    | 22/11              | Washington Redskins     | V 44–16            | 10–0               | Bank of America Stadium | Recap              |
| 12    | 26/11              | at Dallas Cowboys       | V 33–14            | 11–0               | AT&T Stadium            | Recap              |
| 13    | 6/12               | at New Orleans Saints   | V 41–38            | 12–0               | Mercedes-Benz Superdome | Recap              |
| 14    | 13/12              | Atlanta Falcons         | V 38–0             | 13–0               | Bank of America Stadium | Recap              |
| 15    | 20/12              | at New York Giants      | V 38–35            | 14–0               | MetLife Stadium         | Recap              |
| 16    | 27/12              | at Atlanta Falcons      | S 13–20            | 14–1               | Georgia Dome            | Recap              |
| 17    | 3/1                | Tampa Bay Buccaneers    | V 38–10            | 15–1               | Bank of America Stadium | Recap              |

Note

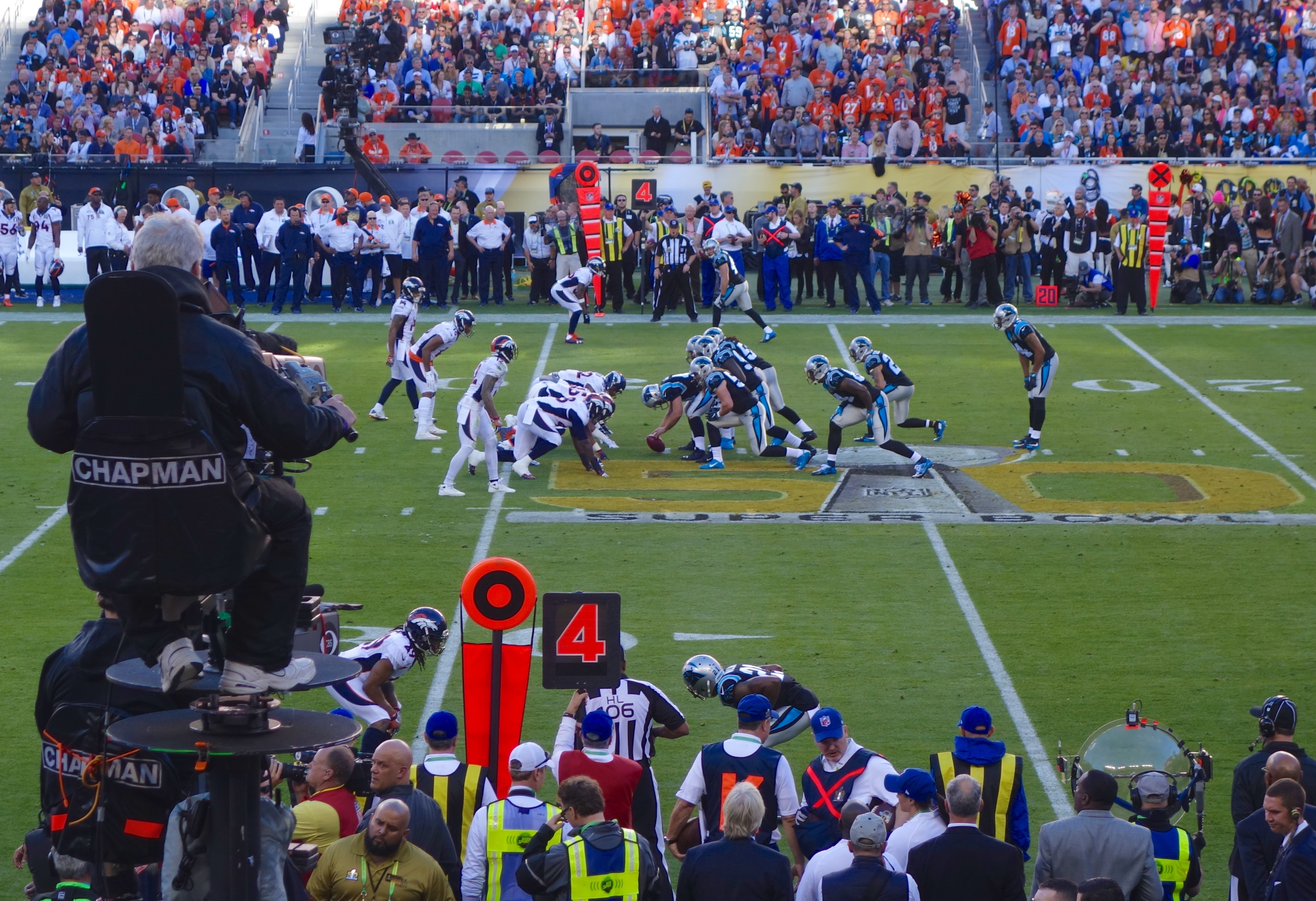
I Panthers in attacco durante il Super Bowl 50

- Gli avversari della propria division sono in grassetto.

### Playoff
| Turno            | Data                                      | Ora                                       | Avversario                                | Risultato                                 | Record                                    | Stadio                                    | TV                                        | NFL.com recap                             |
| ---------------- | ----------------------------------------- | ----------------------------------------- | ----------------------------------------- | ----------------------------------------- | ----------------------------------------- | ----------------------------------------- | ----------------------------------------- | ----------------------------------------- |
| Wild Card        | Qualificati direttamente al secondo turno | Qualificati direttamente al secondo turno | Qualificati direttamente al secondo turno | Qualificati direttamente al secondo turno | Qualificati direttamente al secondo turno | Qualificati direttamente al secondo turno | Qualificati direttamente al secondo turno | Qualificati direttamente al secondo turno |
| Divisional       | 17/1                                      | 1:05 p.m. EST                             | Seattle Seahawks (6)                      | V 31-24                                   | 1-0                                       | Bank of America Stadium                   | Fox                                       | Recap                                     |
| NFC Championship | 24/1                                      | 6:40 p.m. EST                             | Arizona Cardinals (2)                     | V 49–15                                   | 17–1                                      | Bank of America Stadium                   | Fox                                       | Recap                                     |
| Super Bowl 50    | 7/2                                       | 6:30 p.m. EST                             | vs. Denver Broncos (A1)                   | S 10–24                                   | 17–2                                      | Levi's Stadium                            | CBS                                       | Recap                                     |

## Classifiche

### Division
| NFC South             | NFC South | NFC South | NFC South | NFC South | NFC South | NFC South | NFC South | NFC South | NFC South |
|                       | V         | S         | P         | %         | DIV       | CONF      | PF        | PS        | Str.      |
| --------------------- | --------- | --------- | --------- | --------- | --------- | --------- | --------- | --------- | --------- |
| (1) Carolina Panthers | 15        | 1         | 0         | .938      | 5–1       | 11–1      | 500       | 308       | V1        |
| Atlanta Falcons       | 8         | 8         | 0         | .500      | 1–5       | 5–7       | 339       | 345       | S1        |
| New Orleans Saints    | 7         | 9         | 0         | .438      | 3–3       | 5–7       | 408       | 476       | V2        |
| Tampa Bay Buccaneers  | 6         | 10        | 0         | .375      | 3–3       | 5–7       | 342       | 417       | S4        |

## Premi
- Cam Newton:

MVP della NFL
giocatore offensivo dell'anno
- Ron Rivera:

allenatore dell'anno